# イジュドゥバル (小惑星)
イジュドゥバル（英語：10563 Izhdubar）は、地球近傍小惑星のうちのアポロ群に分類されている、太陽を公転する小惑星の1つである。1993年11月19日にキャロライン・シューメーカーとユージン・シューメーカーとが、パロマー天文台で発見した。
発見当初は「1993WD」という仮符号が与えられていた。イジュドゥバルという名は、古代カルデアにおける太陽神に由来する。
イジュドゥバルは、地球と比較的似た公転周期（約369日）で太陽を周回している。このため、イジュドゥバルは2013年現在の公転軌道を維持している限り、地球上から観測すると、一時的に準衛星として見える小惑星の1つとして数えられている。